# Ли Чхи Ан
Ли Чхи Ан (хангыль: 리치안; род. 7 июля 1945, КНДР) — северокорейский футболист, нападающий, участник чемпионата мира 1966 года как запасной игрок.

## Карьера

### Клубная
Выступал за клуб 25 апреля.

### В сборной
Вошёл в состав сборной КНДР, который отправился на чемпионат мира 1966 года в Англию. Сборная провела на турнире четыре матча, однако Ли не принял участия ни в одном из них.